# Championnats du monde d'escrime 1991
Navigation
Édition précédente Édition suivante
Les championnats du monde 1991 se sont déroulés à Budapest en Hongrie du 13 au 23 juin 1991. Ce furent les quarantièmes championnats du monde d'escrime.

## Médaillés
| Épreuves           | Or | Argent | Bronze |
| ------------------ | --- | --- | --- |
| Épée               | | | |
| Hommes individuel  | Andrei Chouvalov                                                                                             | Robert Felisiak                                                                                              | Sergueï Kostarev Iván Kovács                                                                                    |
| Hommes par équipes | Union soviétique- Kaido Kaaberma - Pavel Kolobkov - Sergueï Kostarev - Sergueï Kravtchouk - Andrei Chouvalov | France- Éric Srecki - Robert Leroux - Olivier Lenglet - Hervé Faget                                          | Allemagne- Robert Felisiak - Mariusz Strzałka - Arnd Schmitt - Elmar Borrmann                                   |
| Femmes individuel  | Mariann Horváth                                                                                              | Eva-Maria Ittner                                                                                             | Marina Várkonyi Oksana Yermakova                                                                                |
| Femmes par équipes | Hongrie- Mariann Horváth - Marina Várkonyi - Zsuzsanna Szőcs - Adrienn Hormay - Gyöngyi Szalay               | France- Marlène Hauterville - Brigitte Benon - Valérie Devaux - Valérie Barlois - Florence Topin             | Union soviétique- Oksana Yermakova - Maria Mazina - Viktoria Titova - Elcate Lebedeva-Gorskai - Yuliya Garayeva |
| Fleuret            | | | |
| Hommes individuel  | Ingo Weißenborn                                                                                              | Thorsten Weidner                                                                                             | Youssef Hocine Laurent Bel                                                                                      |
| Hommes par équipes | Cuba- Guillermo Betancourt - Tulio Díaz - Oscar García - Elvis Gregory - Rolando Tucker                      | Allemagne- Ingo Weißenborn - Thorsten Weidner - Udo Wagner - Ulrich Schreck                                  | France- Laurent Bel - Youssef Hocine - Philippe Omnès - Patrice Lhotellier                                      |
| Femmes individuel  | Giovanna Trillini                                                                                            | Claudia Grigorescu                                                                                           | Sabine Bau Tatyana Sadovskaya                                                                                   |
| Femmes par équipes | Italie- Diana Bianchedi - Francesca Bortolozzi - Giovanna Trillini - Dorina Vaccaroni - Margherita Zalaffi   | Union soviétique- Tatyana Sadovskaya - Olga Velichko - Yelena Glikina - Olga Sidorova - Tatyana Napalkova    | Allemagne- Sabine Bau - Zita Funkenhauser - Rozalia Husti - Anja Fichtel                                        |
| Sabre              | | | |
| Hommes individuel  | Grigori Kirienko                                                                                             | Péter Abay                                                                                                   | Vadim Hutzeit György Nébald                                                                                     |
| Hommes par équipes | Hongrie- Péter Abay - Csaba Köves - György Nébald - Imre Bujdosó - Bence Szabó                               | Union soviétique- Grigori Kirienko - Vadym Gutzeit - Aleksandr Shirshov - Sergey Bogoslovski - Andrey Alshan | Allemagne- Felix Becker - Jacek Huchwajda - Jürgen Nolte - Jörg Kempenich - Frank Bleckmann                     |

## Tableau des médailles
| Rang | Nation           | Or | Argent | Bronze | Total |
| ---- | ---------------- | -- | ------ | ------ | ----- |
| 1    | Union soviétique | 3  | 2      | 5      | 10    |
| 2    | Hongrie          | 3  | 1      | 3      | 7     |
| 3    | Italie           | 2  | 0      | 0      | 2     |
| 4    | Allemagne        | 1  | 4      | 4      | 9     |
| 5    | Cuba             | 1  | 0      | 0      | 1     |
| 6    | France           | 0  | 2      | 3      | 5     |
| 7    | Roumanie         | 0  | 1      | 0      | 1     |